# 今日もいい天気 (山本おさむの漫画)
『今日もいい天気』（きょうもいいてんき）は、山本おさむによる日本の漫画。『しんぶん赤旗 日曜版』に2008年から2009年にかけて連載されたパート1「田舎暮らし編」、2012年に連載されたパート2「原発事故編」、2017年に連載された「原発訴訟編」「コタと父ちゃん編｣からなる。
単行本は、「田舎暮らし編」「原発事故編」「原発訴訟編 コタと父ちゃん編」が双葉社からアクションコミックスとして発売されている。

## 概要
福島県岩瀬郡天栄村での田舎暮らしをユーモラスに描いた「田舎暮らし編」と、福島第一原子力発電所事故による見えない放射能に恐れる自らの暮らしと、立ち向かう農業者たちを描く「原発事故編」、2013年に天栄村に戻ってからの生活を描く「完結編」からなる。
『しんぶん赤旗』から連載の打診を受けていた山本は「田舎暮らし編」の続編にするか別作品にするか悩んでいたが、東日本大震災と福島第一原子力発電所事故を受け、2011年5月に自主避難した。その後、山本から原発のことも含めた「田舎暮らし編」の続編を『しんぶん赤旗』に提案した。自分が当事者になったことから、記録として残しておきたかったと山本は語っている。
現在進行形で自主避難の体験を描くことになったため、ストーリー構成や最終回をどうするかは未定のまま、行き当たりばったりに展開して行くことになったが、山本が被曝状況など多くの情報を得ては「安全」「危険」と慌てふためく様子や気持ちの揺れも率直に描かれている。南信長は、パート1とパート2とを比較し、右往左往する様子を一見同じようにコミカルに描いていても「まるで違う苦い味わい」「そのギャップが原発事故の深刻さを雄弁に物語る」と評している。
2013年度第42回日本漫画家協会賞特別賞を受賞した。

## あらすじ

### 田舎暮らし編
漫画家生活に疲弊していた山本おさむは、さいたま市のマンションを処分し、妻ケーコさんの両親の出身地である福島県岩瀬郡天栄村に家を購入する。山本の頭の中には「DASH村のような田舎での悠々自適な暮らし」があった。漫画家を引退するつもりは無く、貯蓄も無いため、福島でネーム、埼玉に残した仕事場でアシスタントと共に作画という二重生活を送ることになった。
福島は空気も飯も美味く、温泉も気持ち良すぎて、ネームが進まず徹夜してしまう。同居することになった妻の両親とのエピソードや、山本と同じく田舎暮らしを楽しむために山奥に古民家を借りている尾瀬あきらとのエピソードが繰り広げられる。

### 原発事故編
さいたま市の仕事場で震災を迎えた山本は、天栄村の家に残していた妻ケーコさんと飼い犬コタの無事を喜ぶと共に、さいたまに自主避難する。山本は情報が錯綜する中、天栄村に帰るべきか、その情報を信じて良いのか葛藤する。
漫画の仕事に追われながら天栄村の自宅の除染作業に取り組む。東京電力に賠償請求の問い合わせをする。ケーコさんの口内炎やコタの鼻血や声嗄れが原発事故が原因ではないかと心配する。
やがて、山本は自分の住んでいる天栄村で、放射性物質検出ゼロを目指して米を作る取り組みが行われていることを知り、これを追跡取材する。
連載終盤は、『しんぶん赤旗』読者からの手紙を受け、福島県大熊町に日本共産党所属の大熊町の町議員と同行取材を行う。

### 原発訴訟編&コタと父ちゃん編
作中に描かれた赤旗編集部との打ち合わせにおいて、本作が完結編となることが述べられている。
2013年に天栄村に戻ってからの生活や「生業を返せ、地域を返せ!」福島原発訴訟裁判の傍聴記。3巻は2013年から2014年の出来事が描かれるが、訴訟の地裁判決は2017年のエピソードとなっている。
また、長年飼っていたコタが前脚を骨折したことによる手術と術後の看病、そして新たな病の発症と死を看取る。別の柴犬をブリーダーから譲り受け、新たに「コタ」と名付けて飼い始めたエピソードが最終話となっている。

## 主な登場人物
山本おさむ
作者本人。天栄村の実家と埼玉県に借りている仕事場とを往復している。
ケーコさん
山本おさむの妻。実家が天栄村であった。
コタ
山本家の愛犬。柴犬。2014年7月に逝去した。
原発事故編の登場人物
天栄村栽培研究会関連
Yさん
研究会事務局長にして村役場職員。産業振興も担当している。
原発事故後、自ら情報を収集、整理し、ビキニ環礁の水爆実験、イギリス、フランス、中国の核実験やチェルノブイリの事例などから「米の放射能を限りなくゼロに近づけることも可能だ」と結論付け、米の作付けに関する対策を農家に説明して回るとともに、実際に作業に携わる。
Iさん、Uさん、Oさん
研究会メンバー。震災前の米・食味分析鑑定コンクールでは連続金賞を受賞したこともある。
Y女史
商工会勤務。研究会の米づくり研究そのものを支援する「田んぼのパートナー制度」を考案する。
「原発訴訟編 コタと父ちゃん編」でも、天栄村の米の食味コンクール審査員に山本が選ばれたことから、関連エピソードで再登場している。

## 書籍
- 山本おさむ 『今日もいい天気』 双葉社〈アクションコミックス〉、全3巻
  1. パート1「田舎暮らし編」 2013年1月12日発売 ISBN 978-4-575-84183-1
  2. パート2「原発事故編」2013年2月12日発売 ISBN 978-4-575-84193-0
  3. パート3「原発訴訟編 コタと父ちゃん編」2018年2月28日発売 ISBN 978-4-575-85117-5